# LET'S SMILE メグ
『LET'S SMILE メグ』（レッツ スマイル メグ）は、高橋千鶴による日本の漫画作品。

## 概要
『なかよし』（講談社）にて1978年10月号から1979年4月号まで連載された。全7話。単行本は同社より全1巻。1998年には新装版が刊行された。
『GOOD MORNING メグ』の続編である。

## あらすじ
前作で同じ高校の1つ年下の不良っぽい少年・橘良平と付き合い始めた、メグこと朝川恵は3年生になった。紆余曲折を経ながらも2人は交際を重ねてゆく。

## 書誌情報
- 高橋千鶴 『LET'S SMILE メグ』 講談社〈講談社コミックスなかよし〉、1980年2月5日第1刷発行、ISBN 4-06-108348-1
- 高橋千鶴 『LET'S SMILE メグ』 講談社〈KCデラックス ポケットコミック〉、1998年10月13日第1刷発行、ISBN 4-06-333981-5